# Suzuki T 500
La T 500 è la sigla di una serie di motociclette di tipo stradale prodotte dalla casa giapponese Suzuki dal 1967 al 1978, più note in Europa con la denominazione Suzuki Titan.

## La moto
Presentata alla fine del 1967 come "T 500/Five", è dotata di un motore bicilindrico a due tempi raffreddato ad aria ed era, in quel periodo, la motocicletta di maggiore cilindrata in produzione per la casa nipponica. Ben presto, avrebbe dovuto confrontarsi sul mercato con modelli come la Kawasaki H1 500, anch'essa dotata di propulsore dello stesso tipo, mentre altri modelli di simile cubatura erano invece equipaggiati di motore a quattro tempi come la Honda CB 500 Four o la Benelli 500 Quattro.
La nuova ammiraglia Suzuki fu prodotta ed esportata per qualche mese, principalmente sul mercato statunitense, ove nonostante il favorevole prezzo di 1.039 Dollari ebbe scarso successo a causa dell'assetto sportivo, piuttosto rigido. Per ovviare al problema, la "500/Five" venne subito accantonata e sostituita con la "T 500 II Cobra" che aveva l'unica, ma importante, modifica nell'interasse, aumentato da 1.380 a 1.452 mm, mediante una maggiore inclinazione del canotto di sterzo.
La leggera diminuzione di stabilità nella guida sportiva, fu compensata a un comfort di marcia decisamente più elevato che, del resto, ben si sposava con la linea caratterizzata da un serbatoio ovoidale con alloggiamenti per le ginocchia e una posizione di guida improntata ad un uso prettamente turistico con manubrio rialzato e sella di grandi dimensioni, ricoperta in velluto, in grado di accogliere comodamente un passeggero. 

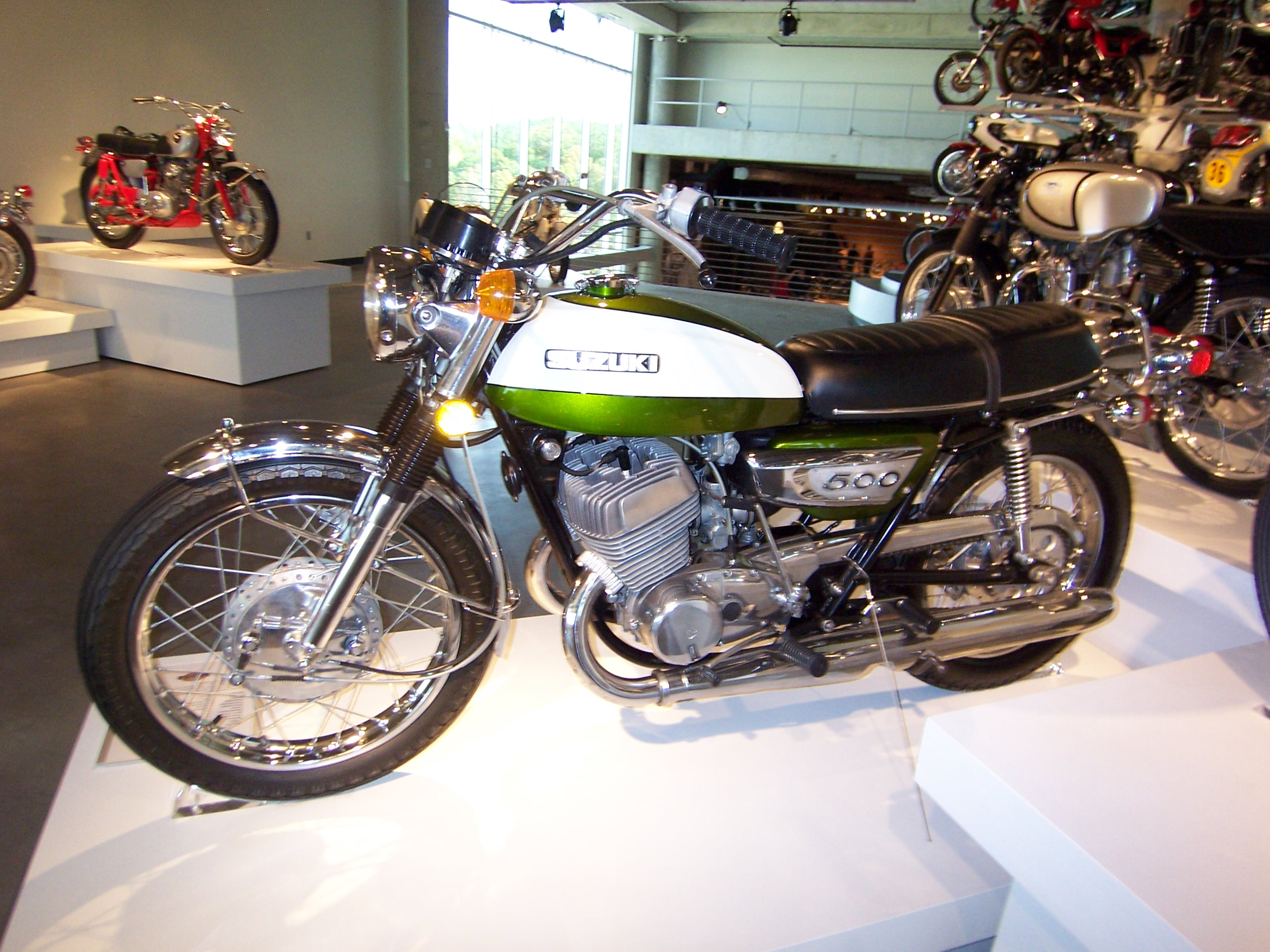
La Suzuki T500J del 1972

Già nel 1969 apparve il modello "T 500 II Titan" che diede inizio all'utilizzo del nome "Titan"; le modifiche furono parecchie, sia sotto il punto di vista estetico, con la presentazione di un serbatoio di linea più classica, sia sotto quello meccanico che, mediante diverse tarature, ottiene un leggero incremento della potenza, pur diminuendo la grandezza dei carburatori. La "T 500 II Titan" è il primo modello che fu importato in Italia dalla ditta Monzeglio di Torino, nel 1970, e proposto alla cifra di 830.000 Lire, come alternativa d'acquisto alla Kawasaki 500 H1A.
Negli anni successivi le evoluzioni sono state perlopiù di dettaglio, con la "T 500R Titan" del 1971 e la "T 500J Titan" del 1972, la "T 500K Titan" del 1973, la "T 500L Titan" del 1974, la "T 500M Titan" del 1975, fino all'introduzione, nello stesso anno, della nuova serie "GT 500", composta dalla "GT 500M" del 1975, dalla "GT 500A" del 1976 e dalla "GT 500B" del 1977; pur modificandone la sigla, per adeguarla al resto della gamma, il progetto iniziale resta invariato nelle sue caratteristiche principali.
Oltre a modifiche estetiche di vario tipo, tra le quali l'abolizione dei soffietti protettivi della forcella anteriore e un nuovo disegno del serbatoio, una delle modifiche più importanti riguarda l'impianto frenante con la presentazione del freno a disco anteriore in luogo di quello a tamburo che aveva equipaggiato tutte le versioni precedenti. Anche il propulsore è stato revisionato, presentando una diminuzione della potenza massima a fronte di una migliore erogazione e ad un aumento della coppia motrice.
La produzione ebbe termine pressoché in contemporanea con gli altri modelli dotati di propulsore a due tempi prodotti dalla casa in configurazione tricilindrica come le Suzuki GT 380 e GT 550.

## Le derivate
- Bimota SB1